# 石山孫六
石山 孫六（いしやま まごろく、1828年11年24日〈文政11年10月18日〉 - 1904年〈明治37年〉7月10日）は、幕末・明治期の剣術家。流派は忠也派一刀流。称号は大日本武徳会剣道範士。幼名は兼五郎、諱は郷道。

## 経歴
江戸神田一ツ橋に石山権兵衛の次男として生まれる。11歳から忠也派一刀流剣術、宝蔵院流槍術、関口流柔術を学ぶ。
土佐藩士の招きで、1851年（嘉永4年）8月から翌年初夏まで土佐に滞在して剣術の試合を行い、藩主山内容堂の上覧を受ける。武市半平太の道場にも招かれたという。土佐の剣術界は石山の影響を受け、従来の袋竹刀が廃れ四つ割り竹刀が使用されるようになった。
1854年（安政元年）、江戸鍛冶橋の土佐藩江戸藩邸への出入りを許され、藩邸で剣術を指南する。1863年（文久3年）8月25日、正式に土佐藩士（五人扶持二十石、小姓組格）として召し抱えられる。高知城下帯屋町に屋敷を与えられ、藩校致道館の剣術指南役を務めた。
明治維新後、高知県警察部や海南学校などで剣術を指南する。1895年（明治28年）10月、大日本武徳会主催の第1回武徳祭大演武会に出場し、精錬証を授与される。1903年（明治36年）、同会から第1回の範士号を授与され、その翌年に死去した。
高知城に顕彰が建っている。